# Giovane Élber
Giovane Élber (* 23. Juli 1972 in Londrina; bürgerlich Élber de Souza) ist ein ehemaliger brasilianischer Fußballspieler, der seit 2023 auch deutscher Staatsbürger ist. Der Stürmer spielte 260-mal für den VfB Stuttgart, den FC Bayern München und Borussia Mönchengladbach in der Bundesliga und ist mit 133 Toren hinter Robert Lewandowski und Claudio Pizarro der drittbeste ausländische Torschütze der Ligageschichte. Der Bundesliga-Torschützenkönig von 2003 wurde mit dem FC Bayern München u. a. je viermal deutscher Meister und DFB-Pokal-Sieger sowie 2001 Champions-League-Sieger. Élber spielte zudem zwischen 1998 und 2001 15-mal für die brasilianische Nationalmannschaft, nahm aufgrund der hohen Konkurrenz im Sturm jedoch an keiner Weltmeisterschaft teil.

## Karriere

### Vereine

#### AC Mailand und Grasshoppers Club Zürich
Giovane Élber begann seine Fußballerkarriere in den Jugendmannschaften des lokalen Klubs Londrina EC. Im Juli 1990 wechselte der 18-jährige Nachwuchsspieler zum italienischen Spitzenklub AC Mailand. Die Ablösesumme betrug umgerechnet zwei Millionen D-Mark. Allerdings konnte sich der junge Élber nicht gegen die erfahrenen Stürmer im Kader der Rossoneri wie Marco van Basten, Daniele Massaro oder Marco Simone durchsetzen und kam zu keinem Pflichtspieleinsatz. Um Spielpraxis zu sammeln, wurde Élber 1991 an die Grasshoppers Club Zürich verliehen und entwickelte sich unter Trainer Christian Gross zu einem der treffsichersten Torjäger der Schweizer Liga. In der Saison 1993/94 war Élber Torschützenkönig (21 Treffer) und erhielt die Auszeichnung als bester ausländischer Spieler des Jahres. Mit den Hoppers gewann Élber am 15. Mai 1994 den Schweizer Cup (4:0 gegen den FC Schaffhausen), verpasste jedoch als Zweitplatzierter die nationale Meisterschaft.

#### VfB Stuttgart
Zur Saison 1994/95 wechselte er zum Bundesligisten VfB Stuttgart, für den er drei Spielzeiten aktiv war und wo er mit Fredi Bobic und Krassimir Balakow das so genannte magische Dreieck bildete. Zum Abschluss der Vereinszugehörigkeit gewann er 1997 den DFB-Pokal, wobei er im Finale beim 2:0-Sieg über Energie Cottbus beide Treffer erzielte.

#### FC Bayern München
Ab dem Sommer 1997 folgten sechs Spielzeiten beim FC Bayern München, die von zahlreichen Erfolgen – darunter dem Gewinn des Weltpokals und der Champions League – gekrönt waren. Élber erzielte in der Bundesliga insgesamt 133 Treffer, darunter jenen vom 27. Februar 1999 in der Partie in Rostock, als er einen Eckball direkt verwandelte, der zum Tor des Monats und später zum Tor des Jahres gewählt wurde. Er war außerdem der brasilianische Fußballer mit den meisten (260) Bundesligaeinsätzen, bis er am 18. August 2007 von Dedê abgelöst wurde. In seiner letzten kompletten Spielzeit bei den Bayern wurde er 2003 mit 21 Toren (gemeinsam mit Thomas Christiansen vom VfL Bochum) Torschützenkönig. In den ersten vier Spielen der Saison 2003/2004 kam Élber noch für die Münchner zum Einsatz und erzielte auch noch ein Tor. Der Abschied war dennoch unumgänglich. Einerseits hatte Élber schon mehrmals in der Vergangenheit bekundet, dass er einen Wechsel in Erwägung ziehe. Andererseits hatten die Bayern mit Roy Makaay einen drei Jahre jüngeren Konkurrenten verpflichtet, von dem sie sich langfristig mehr Erfolg erhofften als vom 31-jährigen Élber. Am 8. August 2006 erhielt Élber sein Abschiedsspiel in der Allianz Arena: Der FC Bayern München verlor vor 69.000 Zuschauern gegen den TSV 1860 München mit 0:3.

#### Olympique Lyon und Borussia Mönchengladbach

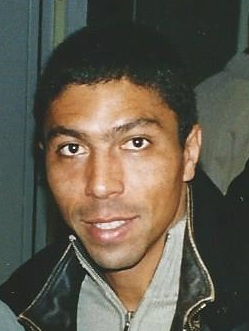
Giovane Élber (2005)

Mit 31 Jahren wechselte er im August 2003 für 4,2 Millionen Euro nach Frankreich zum Erstligisten Olympique Lyon. Dort startete Elber furios: In den ersten drei Spielen erzielte der Brasilianer drei Treffer, ehe es in der Gruppenphase der Champions League zum Duell mit seinem Ex-Club kam. Im Olympiastadion erzielte Élber den 2:1-Siegtreffer. Jahre später erzählte er in einem Interview: „Es war unbeschreiblich. Ich habe ausgerechnet gegen meine Ex-Mannschaft, mit der ich vor einem Monat noch spielte, das Siegtor geschossen. Nach dem Tor hatte ich kein Gefühl. Ich konnte nicht schreien, nicht weinen, nicht lachen. Es war so, als hätte ich ein Eigentor geschossen. Alle waren baff und sprachlos. Niemand – nicht ich und auch nicht meine ehemaligen Kameraden – hätte sich gedacht, dass gerade ich das Siegtor schieße.“ In der ersten Saison mit Lyon gewann Élber die Meisterschaft und auch den Supercup. Élbers Differenzen mit seinem Verein ließen ihn im Januar 2005 ablösefrei in die Bundesliga zurückkehren. Für Borussia Mönchengladbach kam er jedoch infolge einer anhaltenden Verletzungsmisere nur noch sporadisch zum Einsatz. Nach wiederholter öffentlicher Kritik an Trainer Horst Köppel und einer deshalb verhängten Geldstrafe durch den Verein in Höhe von 10.000 Euro trennten sich die Borussia und Giovane Élber am 3. Dezember 2005 in gegenseitigem Einvernehmen.

#### Belo Horizonte
Ab dem 2. Januar 2006 spielte er – inzwischen nach Brasilien zurückgekehrt – noch 32-mal für den Erstligisten Cruzeiro EC in Belo Horizonte, für den er 16-mal traf und mit dem er Staatsmeister von Minas Gerais wurde. Sein letztes Spiel bestritt Élber am 24. September 2006 gegen den Fortaleza EC. Am 18. Oktober verkündete er in einer eigens einberufenen Pressekonferenz sein Karriereende, vor allem wegen chronischer Schmerzen im rechten Fußgelenk. Nach dem Tod seines Vaters beendete er am 18. November 2006 seinen noch bis Jahresende 2006 gültigen Vertrag bei Cruzeiro vorzeitig.

### Nationalmannschaft
Giovane Élber wurde 1991 mit der brasilianischen U-20-Auswahl bei der Junioren-WM in Portugal Vizeweltmeister. Er trug im Turnierverlauf mit vier Toren zum Finaleinzug bei (nur Serhij Schtscherbakow erzielte einen Treffer mehr), wo man dem Gastgeber nach Elfmeterschießen mit 2:4 unterlag. In der Zeit vom 5. Februar 1998 bis 5. September 2001 kam er für die Seleção – trotz großer Konkurrenz in Person der Stürmer Ronaldo und Rivaldo – zu 15 Einsätzen, bei denen er sieben Tore erzielte. Beim CONCACAF Gold Cup 1998, bei dem Brasilien Platz 3 belegte, absolvierte Élber vier Partien und erzielte im Spiel gegen El Salvador noch zwei Tore, obwohl er erst in der 80. Minute eingewechselt wurde.

## Nach der aktiven Karriere

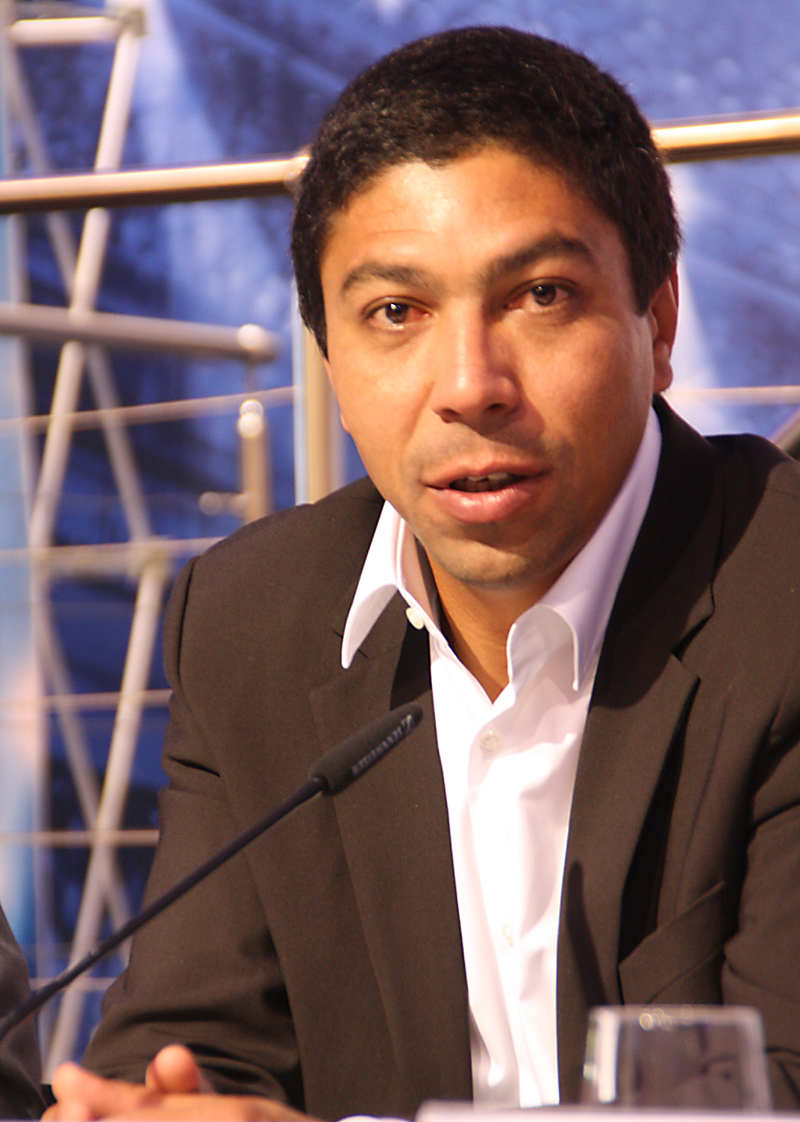
Élber während der Eröffnung der „UEFA Champions League Trophy Tour“ im September 2010

Von September 2007 bis September 2010 war Élber als Scout für seinen ehemaligen Klub FC Bayern München tätig.
Im März 2011 spielte Elber bei einem umstrittenen Fußball-Freundschaftsspiel in der russischen Teil-Republik Tschetschenien mit, das von dem für seine Brutalität bekannten Machthaber Ramsan Kadyrow ausgerichtet wurde. Kadyrow nahm selbst als Feldspieler an der Partie teil. Die beteiligten ausländischen Ex-Profi-Spieler sollen hohe Gagen für ihren Auftritt erhalten haben. Die brasilianische Zeitung „Estado de Sao Paulo“ berichtete, dass jeder Spieler umgerechnet 215.000 Euro erhalten habe. Neben Giovane Élber nahmen unter anderem auch Lothar Matthäus, Raí und Romário an dem bezahlten Freundschaftsspiel teil. 
Im Dezember 2023 erhielt Élber zusammen mit seiner Ehefrau die deutsche Staatsangehörigkeit.

## Erfolge
Verein
- Weltpokalsieger: 1990, 2001
- Champions-League-Sieger: 2001
- UEFA-Super-Cup-Sieger: 1990
- Deutscher Meister: 1999, 2000, 2001, 2003
- DFB-Pokal-Sieger: 1997, 1998, 2000, 2003
- Ligapokal-Sieger: 1997, 1998, 1999, 2000
- Französischer Meister: 2004, 2005
- Französischer Supercup: 2004
- Staatsmeister von Minas Gerais: 2006
- Schweizer Pokalsieger 1994

Nationalmannschaft
- CONCACAF Gold Cup: 3. Platz 1998
- U-20-Südamerikameister: 1991
- U-20-Vizeweltmeister: 1991

## Auszeichnungen
- Bester ausländischer Spieler der Saison in der Schweiz: 1994
- VDV-Spieler des Jahres: 2003
- Torschützenkönig
  - Torschützenkönig in der Schweiz: 1994
  - Bundesliga-Torschützenkönig: 2003
  - Torschützenkönig des DFB-Pokals: 2003
  - DFB-Ligapokal-Torschützenkönig: 1997, 1998
- Torschütze des Monats: Februar 1999,[11] und Januar 2003[12]
- Torschütze des Jahres: 1999[13]
- Hall of Fame des FC Bayern München

## Sonstiges

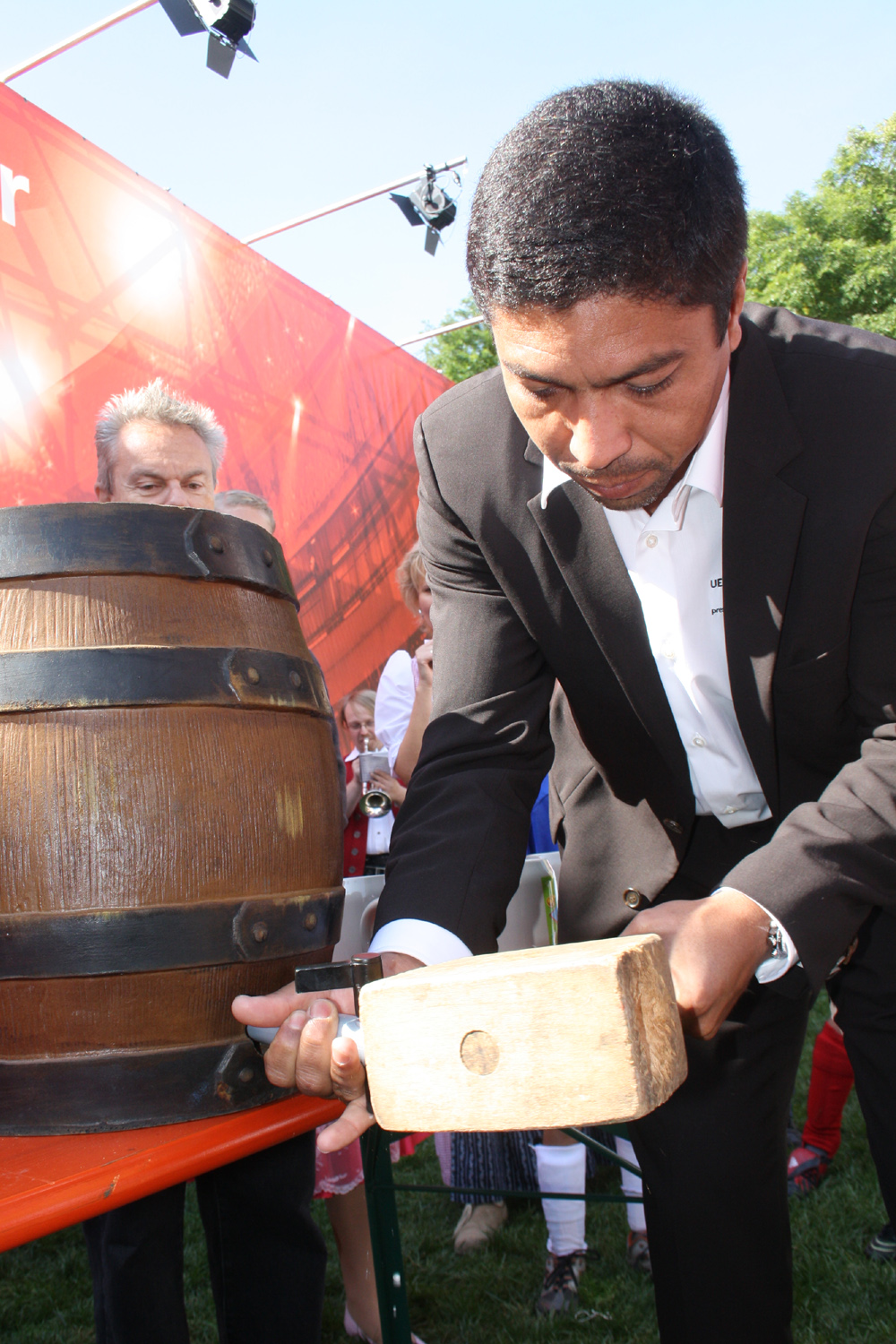
Giovane Élber beim Anzapfen. (München, 18. September 2010)

- Élbers bekannter Künstlername Giovane Élber entstand in Deutschland aus seinem italienischen Spitznamen Il giòvane Elber (deutsch der junge Elber)
- Élber war bis zum 23. Oktober 2010 mit 133 Treffern in 260 Spielen der erfolgreichste ausländische Torschütze in der Bundesliga-Historie. Er wurde von Claudio Pizarro abgelöst.
- Élber ist seit 1994 Erster Vorsitzender der nach ihm benannten „Giovane-Elber-Stiftung“, eines Vereins, der Straßenkinder in seiner Heimatstadt Londrina unterstützt. Für dieses Engagement wurde ihm im Herbst 2005 der nicht dotierte Ehrenpreis Martinsmantel des Sankt Michaelsbundes verliehen.
- Vom 14. Mai 2007 bis 30. Juni 2007 nahm er an der zweiten Staffel der RTL-Tanzshow Let’s Dance teil. Seine Partnerin war die amtierende Deutsche Meisterin der Professionals Standard Isabel Edvardsson, die schon die vorherige Staffel gewonnen hatte. Das Tanzpaar belegte am Ende Platz 3.
- 2008 präsentierte Giovane Élber die Dinnershow Do Brazil in München, welche allerdings mittlerweile auf Grund hoher Schuldenlast der Betreiber eingestellt ist.[14]
- Élber arbeitet sporadisch als TV-Experte, so zum Beispiel für Premiere während der WM 1998 und für Eurosport während der WM 2010. Bei der Fußball-Weltmeisterschaft 2014 in Brasilien war er festes Mitglied des ARD-Teams zur Berichterstattung.
- Élber ist für den FC Bayern München als offizieller Repräsentant tätig und lebt mit seiner Familie in München. Zudem betreibt er in seinem Heimatland Brasilien im Bundesstaat Mato Grosso eine eigene Fazenda mit Viehzucht.[10]
- Giovane Élber beantragte und bezieht eine Verletztenrente der deutschen gesetzlichen Unfallversicherung. Zudem war er Klient einer Spezialagentur, die Sportler berät, um Maximalerträge aus jener Rente zu erhalten.[15]
- Der ehemalige Fußballtrainer Ottmar Hitzfeld bezeichnete ihn als den besten Spieler, den er je trainiert habe.[16]